# Monts Finisterre
Pour les articles homonymes, voir Finisterre.
Les monts Finisterre sont un massif montagneux de Papouasie-Nouvelle-Guinée culminant à 4 125 m d'altitude.

## Géographie
Les monts Finisterre sont situés dans l'Est de l'île de Nouvelle-Guinée. Ils rencontrent les monts Saruwaged à l'est et, avec eux, forment une barrière naturelle séparant les vallées des fleuves Ramu et Markham, au sud, du détroit de Vitiaz, au nord.
Le massif culmine à 4 125 m (5° 57′ 15″ S, 146° 22′ 30″ E), le 2e plus haut sommet de Papouasie-Nouvelle-Guinée après le mont Wilhelm. Ce point culminant semble ne posséder aucun nom (bien qu'une carte américaine de 1942 fasse figurer les Mt. Gladstone et Mt. Disraeli dont la localisation pourrait correspondre, mais dont l'altitude est sous-estimée) ; localement, il est appelé mont Boising. Il s'agirait du 45e sommet mondial par hauteur de culminance.
Administrativement, le massif est situé en Papouasie-Nouvelle-Guinée à cheval sur les provinces de Madang et Morobe.

## Histoire
Pendant la Seconde Guerre mondiale, la campagne des Monts Finisterre (1943-1944), incluant une série d'actions autour de la crête de Shaggy, opposa les forces australiennes et japonaises.

### Sources
- (en) Cet article est partiellement ou en totalité issu de l’article de Wikipédia en anglais intitulé « Finisterre Range » (voir la liste des auteurs).